# Georg Dechant (Politiker, 1893)
Georg Dechant (* 7. April 1893 in Solnhofen; † 24. November 1978 in Nürnberg) war ein deutscher Oberleutnant, Politiker (NSDAP) und SA-Führer.

## Leben
Dechant, von Beruf Lehrer, nahm von 1914 bis 1918 am Ersten Weltkrieg teil. Nach Kriegsende gehörte er dem Freikorps Epp an und wurde im Dezember 1919 aus der Armee entlassen. Er trat 1920 in den Wehrverband Reichsflagge ein, für den er hauptamtlich von 1923 bis 1927 als Gauführer und Redner in Franken tätig wurde. Nach Eingliederung der Reichsflagge in den Stahlhelm, fungierte er für diese Organisation von 1927 bis 1933 als Landesführer in Franken.
Nach der Machtübergabe an die Nationalsozialisten trat er 1933 vom Stahlhelm in die SA über und bekleidete innerhalb der SA-Gruppe Franken während der Zeit des Nationalsozialismus leitende Funktionen: Von Anfang November 1933 bis Ende Februar 1934 war Dechant Kreisführer des Landesverbandes Franken der SA-Reserve I und leitete danach die SA-Reserve-I-Brigade Franken. Ab dem 20. April 1935 war er Oberführer in der SA-Gruppe Franken und von Anfang Januar 1937 bis Ende Januar 1942 dort Stabsführer. Zum 1. Mai 1937 trat er der NSDAP bei (Mitgliedsnummer 3.939.927). Nachdem er bei der SA am 30. Januar 1942 bis zum SA-Gruppenführer aufgestiegen war, leitete er bis Kriegsende die SA-Gruppe Franken. Ab Oktober 1944 war er zusätzlich Gaustabsführer des Volkssturms in Franken. Nebenamtlich war er Funktionär der Deutschen Arbeitsfront (DAF). 
Dechant trat am 26. Februar 1944 im Nachrückverfahren für den verstorbenen Abgeordneten Hanns Günther von Obernitz in den nationalsozialistischen Reichstag ein, in dem er bis zum Ende der NS-Herrschaft im Frühjahr den Wahlkreis 26 (Franken) vertrat.